# Inform
Inform je programovací jazyk a návrhový systém pro textové hry, který umožňuje generovat programy určené pro virtuální stroj Z-machine nebo Glulx.
Původně jej vytvořil v roce 1993 Graham Nelson. Verze 1 až 5 vznikly mezi lety 1993 a 1996. Okolo roku 1996 jej Nelson celkově přepsal a vytvořil verzi 6 (neboli Inform 6). Během následujícího desetiletí se tato verze stala dostatečně stabilním a populárním jazykem pro psaní textových her.
V roce 2006 Nelson vydal verzi Inform 7 (známou jako Natural Inform), což je úplně nový jazyk založený na principech přirozeného jazyka a s novou množinou nástrojů založených na metaforách, používaných při publikování knih.